# Design and Art Australia Online
Ne doit pas être confondu avec Australian Dictionary of Biography.
Design & Art Australia Online (DAAO) est un outil de recherche en ligne basé sur le dictionnaire d’artistes australiens en ligne. DAAO est en fait un outil de recherche en ligne gratuit et librement accessible qui présente des données biographiques sur des artistes, designers, artisans et conservateurs australiens.

## Quelques artistes référencés
- Olive Cotton
- Thomas Foster Chuck
- Joy Hester
- Victoria Roberts